# Arjan Bhullar
Arjan Singh Bhullar (ur. 13 marca 1986) – kanadyjski zapaśnik walczący w stylu wolnym oraz zawodnik MMA. Olimpijczyk z Londynu 2012, gdzie zajął trzynaste miejsce w kategorii 120 kg. Były mistrz ONE Championship w wadze ciężkiej.
Czterokrotny uczestnik mistrzostw świata, dziewiąty w 2009. Zdobył brązowy medal na igrzyskach panamerykańskich w 2007 i na akademickich mistrzostwach świata w 2006. Złoto na Igrzyskach Wspólnoty Narodów w 2010 i na mistrzostwach panamerykańskich juniorów w 2004. Trzeci na mistrzostwach Wspólnoty Narodów w 2009 roku.

## Lista zawodowych walk MMA
| Wynik     | Bilans | Przeciwnik (bilans przed walką) | Rozstrzygnięcie                                     | Runda | Czas | Rozgrywki                                  | Data       | Miejsce   | Uwagi |
| --------- | ------ | ------------------------------- | --------------------------------------------------- | ----- | ---- | ------------------------------------------ | ---------- | --------- | --- |
| Przegrana | 11-3   | Amir Ali Akbari (13-3)          | Dyskwalfikacja (czerwona kartka za brak aktywności) | 3     | 4:50 | ONE 166: De Ridder vs. Malykhin 2          | 01.03.2024 | Lusajl    | Walka zakończyła się dyskwalifikacją, ponieważ sędzia dał Bhullarowi czerwoną kartkę za brak aktywności. |
| Przegrana | 11-2   | Anatolij Małychin (12-0)        | TKO (ciosy pięściami w parterze)                    | 3     | 2:42 | ONE Friday Fights 22: Bhullar vs. Malykhin | 23.06.2023 | Bangkok   | Stracił pas mistrzowski ONE Championship w wadze ciężkiej, Main Event                                    |
| Wygrana   | 11-1   | Brandon Vera (16-8)             | TKO (ciosy)                                         | 2     | 4:27 | ONE Championship: Dangal                   | 15.05.2021 | Kallang   | Zdobył pas mistrzowski ONE Championship w wadze ciężkiej, Main Event                                     |
| Wygrana   | 10-1   | Mauro Cerilli (13-3)            | Decyzja (jednogłośna)                               | 3     | 5:00 | ONE Championship: Century - Part 2         | 13.10.2019 | Tokio     | Debiut w ONE Championship                                                                                |
| Wygrana   | 9-1    | Juan Adams (5-0)                | Decyzja (jednogłośna)                               | 3     | 5:00 | UFC Fight Night 151 - Iaquinta vs. Cowboy  | 04.05.2019 | Ottawa    | |
| Wygrana   | 8-1    | Marcelo Golm (6-1)              | Decyzja (jednogłośna)                               | 3     | 5:00 | UFC Fight Night 138 - Oezdemir vs. Smith   | 27.10.2018 | Moncton   | |
| Przegrana | 7-1    | Adam Wieczorek (9-1)            | Poddanie (omoplata)                                 | 2     | 1:59 | UFC on Fox 29 - Poirier vs. Gaethje        | 14.04.2018 | Glendale  | |
| Wygrana   | 7-0    | Luis Henrique (10-3)            | Decyzja (jednogłośna)                               | 3     | 5:00 | UFC 215: Nunes vs. Shevchenko 2            | 09.09.2017 | Edmonton  | Debiut w UFC                                                                                             |
| Wygrana   | 6-0    | Joey Yager (11-5)               | Decyzja (jednogłośna)                               | 3     | 5:00 | BFL 48                                     | 29.04.2017 | Coquitlam | Main event                                                                                               |
| Wygrana   | 5-0    | Christiano Catala (2-2)         | TKO (ciosy pięściami)                               | 1     | 4:29 | Hard Knocks 51                             | 14.10.2016 | Calgary   | Main event                                                                                               |
| Wygrana   | 4-0    | Ryan Pokryfky (5-2)             | Decyzja (jednogłośna)                               | 3     | 5:00 | BFL 45: Ascension                          | 17.09.2016 | Coquitlam | Main event, obronił pas mistrzowski BFL w wadze ciężkiej                                                 |
| Wygrana   | 3-0    | Blake Nash (3-1)                | TKO (niezdolność do kontynuowania walki)            | 2     | 5:00 | BFL 39: Halloween Hell                     | 17.10.2015 | Coquitlam | Co-main event, zdobył pas mistrzowski BFL w wadze ciężkiej                                               |
| Wygrana   | 2-0    | Jon-Taine Hall (0-0)            | Decyzja (jednogłośna)                               | 3     | 5:00 | Hard Knocks 44                             | 26.06.2015 | Calgary   | |
| Wygrana   | 1-0    | Adam Santos (1-0)               | TKO (ciosy pięściami)                               | 3     | 2:29 | BFL 33                                     | 07.11.2014 | Coquitlam | Main Event                                                                                               |